# مارلينه فاينغرتنر
مارلينه فاينغرتنر (بالألمانية: Marlene Weingärtner) مواليد 30 يناير 1980 في هايدلبرغ، هي لاعبة كرة مضرب ألمانية سابقة بدأت مسيرتها كمحترفة سنة 1994 وكانت تلعب باليد اليمنى، اعتزلت اللعب في 31 أغسطس 2005. أعلى تصنيف لها في الفردي كان المركز الـ 36 في سنة 2002.

## روابط خارجية
- مارلينه فاينغرتنر على موقع رابطة محترفات التنس (الإنجليزية)
- مارلينه فاينغرتنر على موقع الاتحاد الدولي لكرة المضرب (الإنجليزية)
- مارلينه فاينغرتنر على موقع كأس بيلي جين كينغ (الإنجليزية)
- مارلينه فاينغرتنر على موقع خلاصة التنس.كوم (الإنجليزية)